# Ucrania en los Juegos Olímpicos de Londres 2012
Ucrania estuvo representada en los Juegos Olímpicos de Londres 2012 por un total de 237 deportistas que compitieron en  deportes. Responsable del equipo olímpico fue el Comité Olímpico Nacional de Ucrania, así como las federaciones deportivas nacionales de cada deporte con participación.
El portador de la bandera en la ceremonia de apertura fue el yudoca Roman Hontiuk.

## Medallistas
El equipo olímpico ucraniano obtuvo las siguientes medallas:
| Nombre                                                                     | Deporte            | Competición            |
| -------------------------------------------------------------------------- | ------------------ | ---------------------- |
| Oro                                                                        |                    |                        |
| Vasyl Lomachenko                                                           | Boxeo              | Ligero (60 kg) M       |
| Olexandr Usyk                                                              | Boxeo              | Pesado (91 kg) M       |
| Yana Shemiakina                                                            | Esgrima            | Espada individual F    |
| Olexi Torojti                                                              | Halterofilia       | 105 kg M               |
| Yuri Cheban                                                                | Piragüismo         | C1 200 m M             |
| Kateryna Tarasenko Nataliya Dovhodko Anastasiya Kozhenkova Yana Dementieva | Remo               | Cuatro scull (W4x) F   |
| Plata                                                                      |                    |                        |
| Olexandr Piatnytsia                                                        | Atletismo          | Jabalina M             |
| Denys Berinchyk                                                            | Boxeo              | Superligero (64 kg) M  |
| Valeri Andritsev                                                           | Lucha libre        | 96 kg M                |
| Inna Osypenko-Radomska                                                     | Piragüismo         | K1 500 m F             |
| Inna Osypenko-Radomska                                                     | Piragüismo         | K1 200 m F             |
| Bronce                                                                     |                    |                        |
| Olha Saladuja                                                              | Atletismo          | Triple salto F         |
| Olesia Povh Hrystyna Stui Mariya Riemien Yelyzabeta Bryzhina               | Atletismo          | 4 × 100 m F            |
| Alina Lohvynenko Olha Zemliak Hanna Yaroshchuk Nataliya Pyhyda             | Atletismo          | 4 × 400 m F            |
| Taras Shelestiuk                                                           | Boxeo              | Wélter (69 kg) M       |
| Olexandr Hvozdyk                                                           | Boxeo              | Semipesado (81 kg) M   |
| Yuliya Paratova                                                            | Halterofilia       | 53 kg F                |
| Yuliya Kalina                                                              | Halterofilia       | 58 kg F                |
| Olha Jarlan                                                                | Esgrima            | Sable ind. F           |
| Ihor Radivilov                                                             | Gimnasia artística | Salto de potro M       |
| Olena Kostevych                                                            | Tiro               | Pistola de aire 10 m F |
| Olena Kostevych                                                            | Tiro               | Pistola 25 m F         |